# Flines-lès-Mortagne
Flines-lès-Mortagne é uma comuna francesa na região administrativa de Altos da França, no departamento do Norte. Estende-se por uma área de 14.45 km². Em 2010 a comuna tinha 1 671 habitantes (densidade: 115,6 hab./km²).